# Квадратура
Квадратура је појам из геометрије и користи се као синоним за израчунавање површине. Сам израз потиче из хеленског доба када се израчунавање површине изводило свођењем геометријске слике на хеленску идеалну слику, квадрат. 
Хелени су умели да ураде квадратуру троугла, правоугаоника и било ког многоугла као и тела које је састављено од више простих геометријских слика. Умели су да ураде квадратуру чак и неких слика са кривим линијама, али никад нису успели урадити квадратуру круга. Они квадратуру нису изводили нумерички већ конструкционо, и то искључиво лењиром и шестаром, као и све остале геометријске радње.